# Alan Arnell
Alan Arnell, född 25 november 1933 i Chichester, West Sussex, död 5 maj 2013 i Chichester, West Sussex, var en engelsk fotbollsspelare som spelade som centerforward under 1950- och 1960-talen.